# 金部司
金部司，户部官署名称。
曹魏置金部郎曹，长官为金部郎（金部郎中），隶属度支曹（度支尚书），掌管审核全国库藏钱帛出纳帐籍、钱币铸造和有关度量衡的政令。晋朝南朝沿置。北魏前期以金部尚书为长官，太和年间改为郎曹，属于度支尚书。北齐沿置。
隋朝定制金部司，属民部四司，设金部侍郎、金部员外郎。大业三年（607年），正副官员改为金部郎二人、金部承务郎一人。唐朝武德三年（620年）恢复金部郎中、金部员外郎的旧名。金部郎中从五品上一人，金部员外郎从六品上一人。龙朔二年（662年）改为司珍司，正副官员改为司珍大夫、司珍员外郎。咸亨元年（670年），恢复金部司的旧名。天宝十一载（752年）改为司金司，正副官员改为司金郎中、司金员外郎。至德二载（757年），恢复金部司的旧名。中唐以后，户部诸司的职权多被侵废，职权归于三司使。北宋初年，设判金部事一员，以无职事朝官担任，金部郎中为五品寄禄官，金部员外郎为六品寄禄官。元丰改制废除三司使，设金部郎中从六品二人、金部员外郎正七品二人，管理平准、市舶、榷易、商税、盐、茶、香、矾岁入，下设左藏、右藏、钱帛、榷易、请给、知杂六案。建炎三年（1129年），太府寺合并入金部司，绍兴四年（1134年）再分置。
明朝洪武十三年（1380年）设金部，设金部郎中正五品、金部员外郎从五品，管理市舶、鱼盐、茶钞税课，和赃罚的收折。洪武二十三年（1390年）废除金部，户部按十二布政使司分清吏司。